# Musée des tsunamis du Pacifique

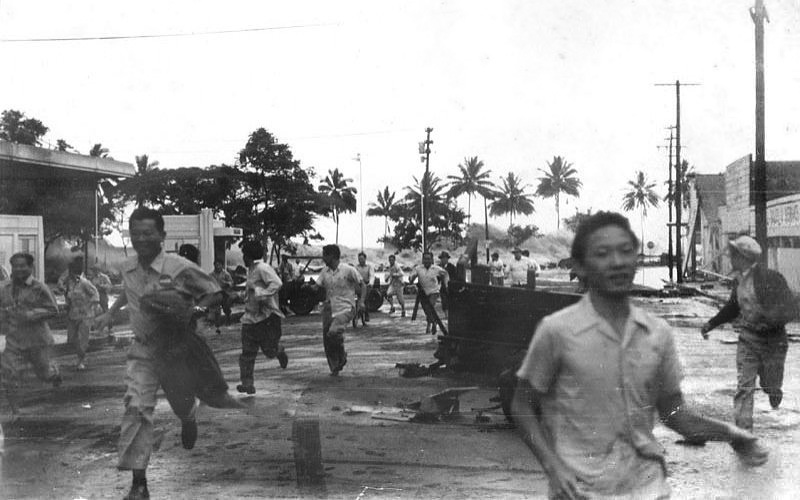
Le tsunami de 1946 à Hilo

Le Musée des tsunamis du Pacifique (en anglais : Pacific Tsunami Museum) est un musée situé à Hilo, dans l'État américain d'Hawaï. Il est consacré à l'histoire des tsunamis de l'océan Pacifique.

## Description
Le musée est situé au 130, avenue de Kamehameha, à Hilo. Son but est d'instruire les visiteurs sur les tsunamis, en particulier celui du 1er avril 1946 et celui du 23 mai 1960 à Valdivia au Chili, qui ont dévasté une grande partie de la côte est de Big Island et de la ville de Hilo.
Un conseiller scientifique du musée a écrit un livre sur ces deux tsunamis.